# Filnavn
Et filnavn er navnet på en datafil. Nogle styresystemer sætter meget snævre grænser for hvad et gyldigt filnavn er. 
Eksempelvis kan DOS kun håndtere filnavne med op til 8 tegn i selve navnet og 3 tegn i en endelse skilt fra med et punktum. Endelsen bruges til at fortælle styresystemet, hvad filen kan bruges til. På den anden side kan UNIX håndtere lange filnavne, og selvom en del programmer forudsætter, at filer har navne, der ender på en bestemt måde, stiller styresystemet ikke den slags krav.
| Operativsystem | Spire Denne artikel relateret til styresystemer er en spire som bør udbygges. Du er velkommen til at hjælpe Wikipedia ved at udvide den. |